# Poputnogo vetra, Sinjaja ptitsa
Poputnogo vetra, Sinjaja ptitsa (russisk: Попутного ветра, «Синяя птица») er en sovjetisk-jugoslaviske spillefilm fra 1967 af Mikhail Jersjov.

## Medvirkende
- Blazhenka Catalinić som Mrs. Rips
- Radmila Karaklajić som Gina Savić
- Vitaly Doronin
- Boris Amarantov som Lorimur
- Alexander Yesic som Vilar